# Bakhel
Bakhel este o comună din departamentul Monguel, Regiunea Gorgol, Mauritania, cu o populație de 7.677 locuitori.